# Нови Тврђава театар
Нови Тврђава театар је позоришни фестивал. Организује се једном годишње у Чортановцима почетком јула.

## Историја
Основан је 2008. године у Смедереву под именом Тврђава Театар, а идејни творац и оснивач је Вида Огњеновић. Првих пет година је одржаван у смедеревској тврђави Од 2014. године се под тренутним именом одржава у Вили Станковић у Чортановцима. Организатор фестивала је УГ Нови тврђава театар.